# Bartholomäus († nach 1254)
Bartholomäus († nach 1254) war ein pommerscher Adliger. Er war als Angehöriger einer Nebenlinie, der Swantiboriden, mit dem im Herzogtum Pommern herrschenden Greifenhaus verwandt.
Bartholomäus war der einzig bekannte Sohn des Wartislaw († 1233), der vermutlich Kastellan von Stettin war. Bartholomäus’ Urgroßvater war Wartislaw Swantiboricz, der Stifter des Klosters Kolbatz.
Bartholomäus kommt in pommerschen Urkunden aus den Jahren 1235 bis 1254 vor. Die erste Erwähnung stammt aus einer Urkunde des Jahres 1235, mit der Herzog Barnim I. das Kloster Kolbatz in seinen Schutz nahm und ihm seinen Besitz bestätigte. Bartholomäus steht hier an der Spitze der Zeugenreihe, ebenso in einer weiteren Besitzbestätigung Herzog Barnims I. für das Kloster Kolbatz von 1240. In einer Urkunde aus dem Jahre 1249, mit der Herzog Barnim I. von dem Kloster Kolbatz Land zu Lehen nahm, um dort die Stadt Altdamm zu gründen, steht Bartholomäus wiederum an der Spitze der Zeugenreihe und wird dort vom Herzog ausdrücklich als sein Blutsverwandter (cognatus noster) bezeichnet.
Nachkommen des Bartholomäus sind nicht bekannt.